# Karin Singer
Karin Singer (Buchs, 14 de mayo de 1966) es una deportista Suiza que compitió en natación sincronizada. Ganó siete medallas en el Campeonato Europeo de Natación entre los años 1981 y 1989.

## Palmarés internacional
| Campeonato Europeo | Campeonato Europeo    | Campeonato Europeo | Campeonato Europeo |
| Año                | Lugar                 | Medalla            | Prueba             |
| ------------------ | --------------------- | ------------------ | ------------------ |
| 1981               | Split (Yugoslavia)    | Medalla de bronce  | Equipo             |
| 1987               | Estrasburgo (Francia) | Medalla de plata   | Dúo                |
| 1987               | Estrasburgo (Francia) | Medalla de bronce  | Solo               |
| 1987               | Estrasburgo (Francia) | Medalla de bronce  | Equipo             |
| 1989               | Bonn (RFA)            | Medalla de bronce  | Solo               |
| 1989               | Bonn (RFA)            | Medalla de bronce  | Dúo                |
| 1989               | Bonn (RFA)            | Medalla de bronce  | Equipo             |